# Rothschild
Rothschild-familien er en velhavende familie, der nedstammer fra Mayer Amschel Rothschild. Rothschild var hofjøde hos den tyske landgreve af Hessen-Kassel i den fri rigsstad Frankfurt am Main, som etablerede sin bankvirksomhed i 1760'erne. I modsætning til de fleste tidligere hofjøder formåede Rothschild at testamentere sin formue, og der er etableret en international bankfamilie gennem hans fem sønner, der slog sig ned i London, Paris, Frankfurt, Wien og Napoli.